# Médaillon (bijou)
Pour les articles homonymes, voir Médaillon.
 (juin 2023).
Si vous disposez d'ouvrages ou d'articles de référence ou si vous connaissez des sites web de qualité traitant du thème abordé ici, merci de compléter l'article en donnant les références utiles à sa vérifiabilité et en les liant à la section « Notes et références ».

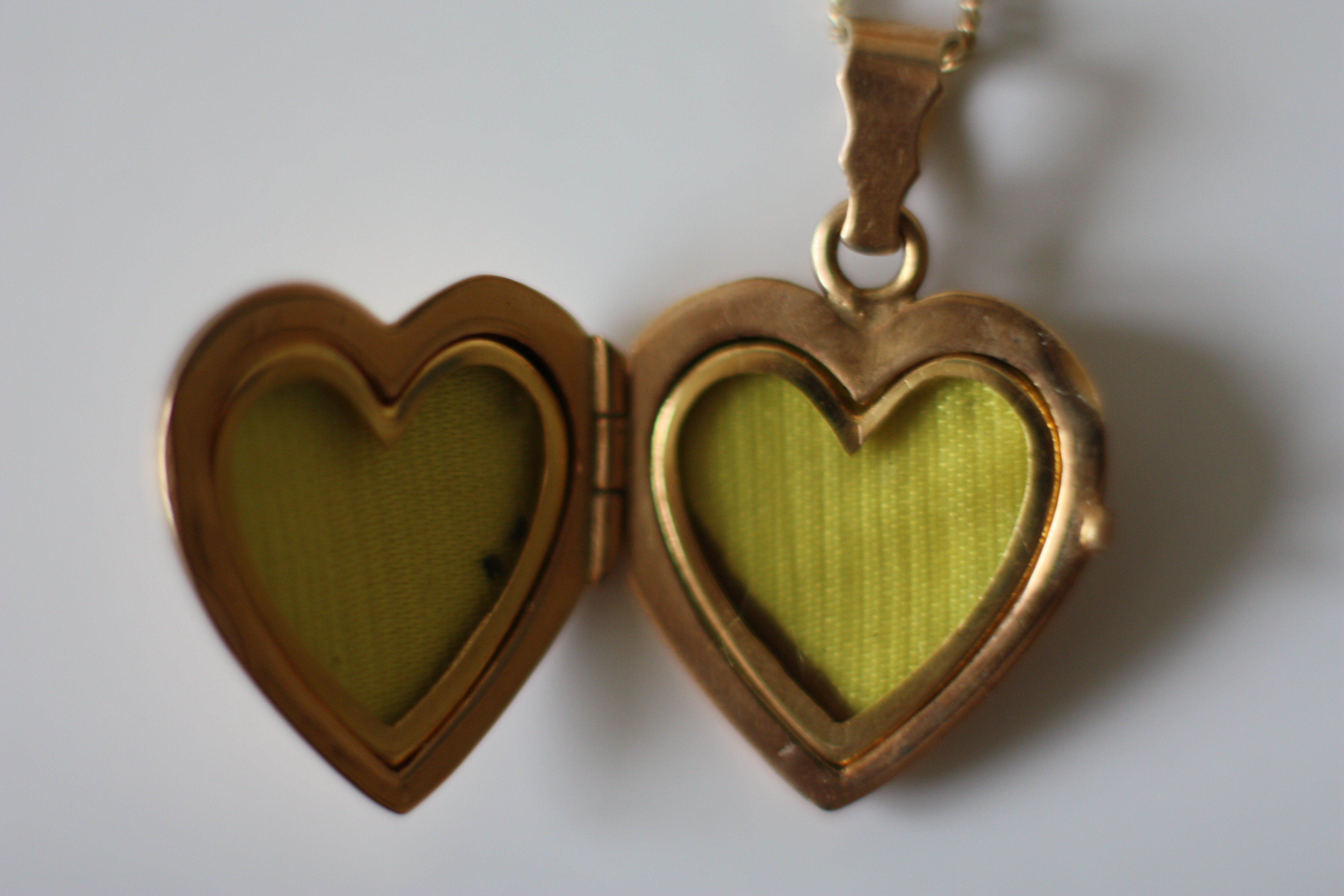
Médaillon en forme de cœur

Un médaillon est un bijou creux de forme circulaire, ovale ou en cœur, destiné à enfermer un portrait miniature, des cheveux ou tout autre souvenir d'un être cher. Monté en pendentif, il est porté autour du cou sur un collier du type sautoir ou ras-du-cou.    
Décoré au recto comme au verso, il est muni d'un dispositif d'ouverture pour l'insertion des éléments à conserver qui y sont habituellement placés sous une fine pellicule transparente, ce qui permet à la fois de protéger l'image ou les reliques et de les révéler en ouvrant le médaillon pour les regarder.
Le médaillon est très couramment porté au XIXe siècle. Vers 1860 il commence à remplacer les bagues de deuil comme signe de deuil[réf. nécessaire].

## Littérature et cinéma
La possession d'un médaillon est un ressort romanesque classique.
Deux films ont pour titre français Le Médaillon :
- Le Médaillon, film américain réalisé par John Brahm (1946) ;
- Le Médaillon, film hongkongais réalisé par Gordon Chan (2003).